# Aero Fighters
Aero Fighters (i Japan känt som Sonic Wings) är ett arkadspel i genren shoot 'em up som släpptes av Video System 1992 och portades till Super Famicom (1993) och Super Nintendo Entertainment System (30 november 1994). Det kom två uppföljare till spelet till Neo Geo, en till Playstation och Sega Saturn (båda enbart i Japan) och en 3D-uppföljare till Nintendo 64. Den första uppföljaren har många inslag av "engrish", exempelvis "I never thought I'd be frying over a jungle" (svenska ungefär: "Jag trodde aldrig att jag skulle fryga över en djungel").
Spelaren får välja mellan fyra olika flygplan från fyra olika länder (USA, Storbritannien, Japan och Sverige) och flyger genom sju olika banor fyllda med fiender i form av stridsvagnar, andra flygplan och stora rymdfarkoster. Vid slutet av varje bana finns det alltid en gigantisk boss som man måste ta sig förbi. Ibland tar bossen hjälp av fler mindre farkoster för att ta kål på spelaren.

## Karaktärer
- Blaster Keaton (F/A-18 Hornet)
- Keith Bishop (F-14 Tomcat)
- Hien (FSX)
- Mao Mao (F-15 Eagle)
- Kohful The Viking (AJ-37)
- Tee-Bee 10 (JAS-39)
- Lord River N. White (Tornado IDS)
- Villiam Syd Pride (AV-8)

## Spelserien
1. Aero Fighters (1992, arkad; 1994, Super Nintendo Entertainment System)
2. Aero Fighters 2 (1994, Neo Geo/arkad)
3. Aero Fighters 3 (1995, Neo Geo/arkad)
4. Sonic Wings Limited (1996, arkad1)
5. Sonic Wings Special (1996, Sega Saturn1, Playstation2)
6. AeroFighters Assault (1997, Nintendo 64)

1. Enbart Japan.
2. Europa/PAL och Japan.